# Die Linke
Die Linke (Ljevica) je demokratsko-socijalistička politička stranka u Njemačkoj. Osnovana je ujedinjenjem dviju ljevičarskih stranaka: Partija demokratskog socijalizma (PDS) i Rad i socijalna pravda – Izborna alternativa (WASG) 2007. godine. Stranka je kroz PDS direktan nasljednik SED-a, marksističko-lenjinističke stranke koja je vladala Istočnom Njemačkom.

## Postanak stranke
SPD - Socijaldemokratska stranka Njemačke
KPD - Komunistička stranka Njemačke
SED - Stranka socijalističkog jedinstva Njemačke (stranka koja je vladala Istočnom Njemačkom)
PDS - Stranka demokratskog socijalizma
WASG - Rad & socijalna pravda - izborna alternativa

## Vanjske poveznice
- Webstranica stranke